# Iglesia ortodoxa griega de la Anunciación (Wauwatosa)
La Iglesia ortodoxa griega de la Anunciación (del inglés: Annunciation Greek Orthodox Church) en Wauwatosa, Wisconsin, EE. UU., fue diseñada por el arquitecto Frank Lloyd Wright en 1956 y terminada en 1962. Está inscrita en el Registro Nacional de Lugares Históricos.  La iglesia es una de las últimas obras de Wright y su construcción fue terminada después de su muerte.  El diseño está inspirado en las formas tradicionales de la arquitectura bizantina, reinterpretadas por Wright para adaptarse al contexto moderno. La poco elevada cúpula festoneada de la iglesia se hace eco de su Centro Cívico del Condado de Marin.  

## Diseño
Según el historiador de arquitectura y estudioso de Wright, Bruce Brooks Pfeiffer, «Cuando recibió el encargo de una iglesia para la Comunidad Helénica de Milwaukee, Wright consultó a su esposa, que había sido criada en la fe griega ortodoxa, acerca de los símbolos predominantes de la iglesia.  "La cruz y la cúpula", fue su respuesta». Estas dos formas arquitectónicas dominan el diseño y la propia planta es de cruz griega. Arcos amplios soportan el nivel superior, o balconada. La cúpula del techo se apoya encima de una cúpula invertida, o tazón.  A través de la simplificación y abstracción de las formas, Wright logró ingeniosamente traducir la cruz y la cúpula de su histórico contexto bizantino a las necesidades muy diferentes del siglo XX en el Medioeste estadounidense.
Aunque el diseño de Wright se inspiró en las formas bizantinas tradicionales, y en la iglesia de Hagia Sophia, en particular, esta iglesia no se entiende como un tributo puramente historicista sino más bien, fue una actualización y reinterpretación de unas formas arquitectónicas aun muy vivas.  En una carta fechada el 9 de septiembre de 1958, cuando el proyecto iba bien en las etapas de dibujo, Wright explicó:

El edificio es en sí mismo una obra completa de arte y ciencia modernas perteneciente a hoy, pero dedicado a la antigua tradición, aportando a la Tradición en lugar de vivir en ella.
The edifice is in itself a complete work of modern art and science belonging to today but dedicated to ancient tradition—contributing to Tradition instead of living upon it.
Frank Lloyd Wright (1958)

## Galería de imágenes

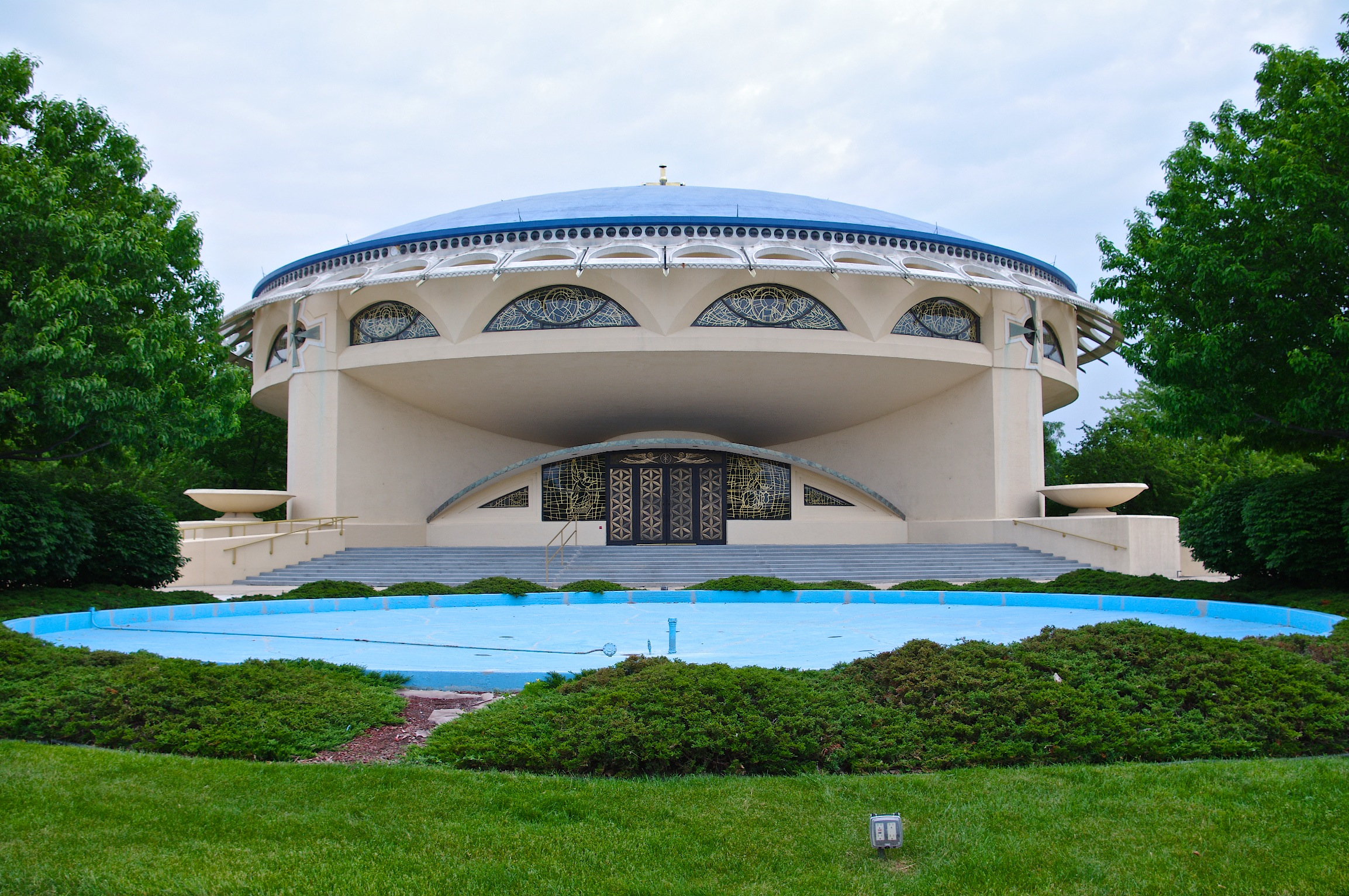
Vista frontal
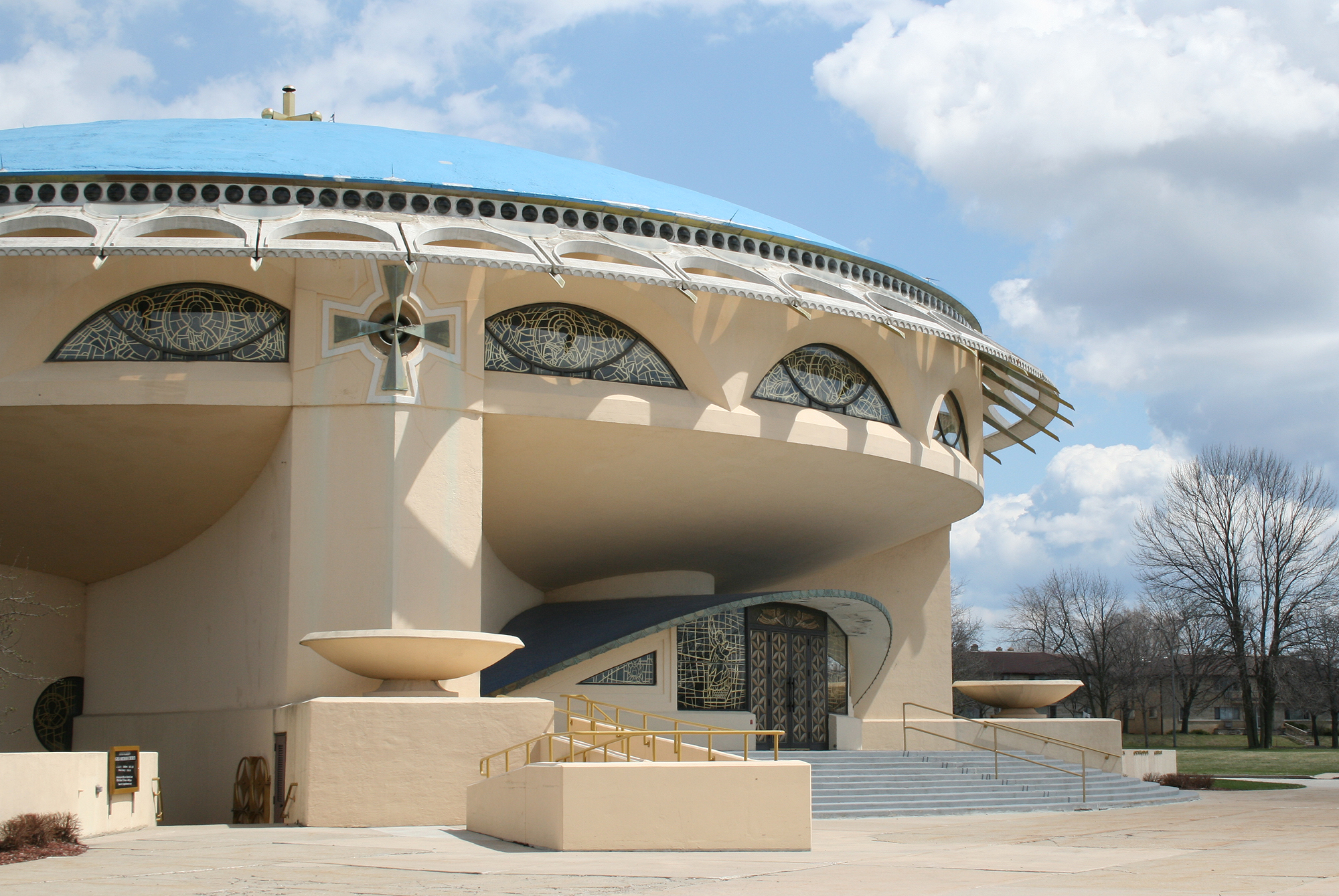
Vista de los accesos
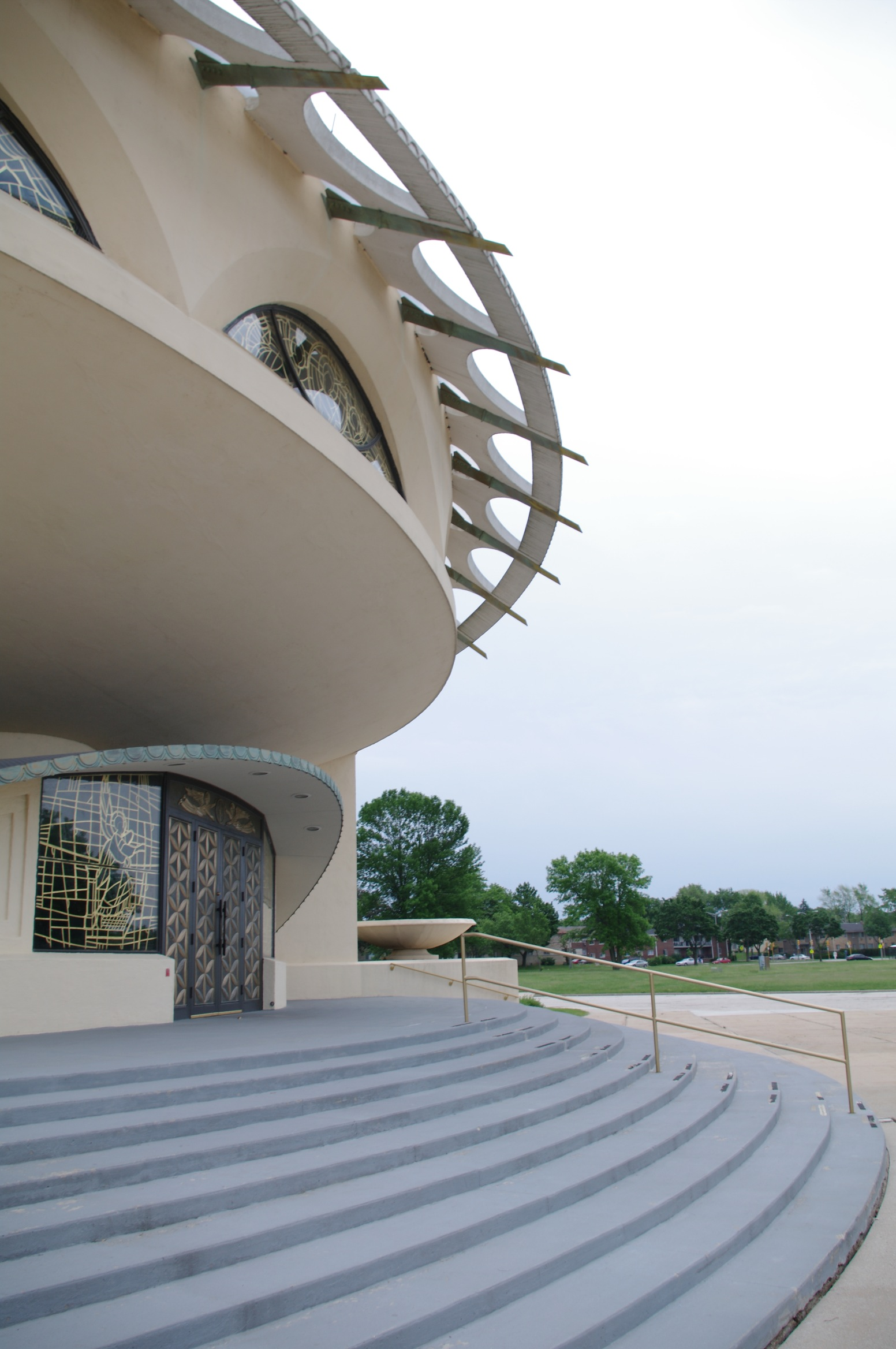
Detalle del soportal
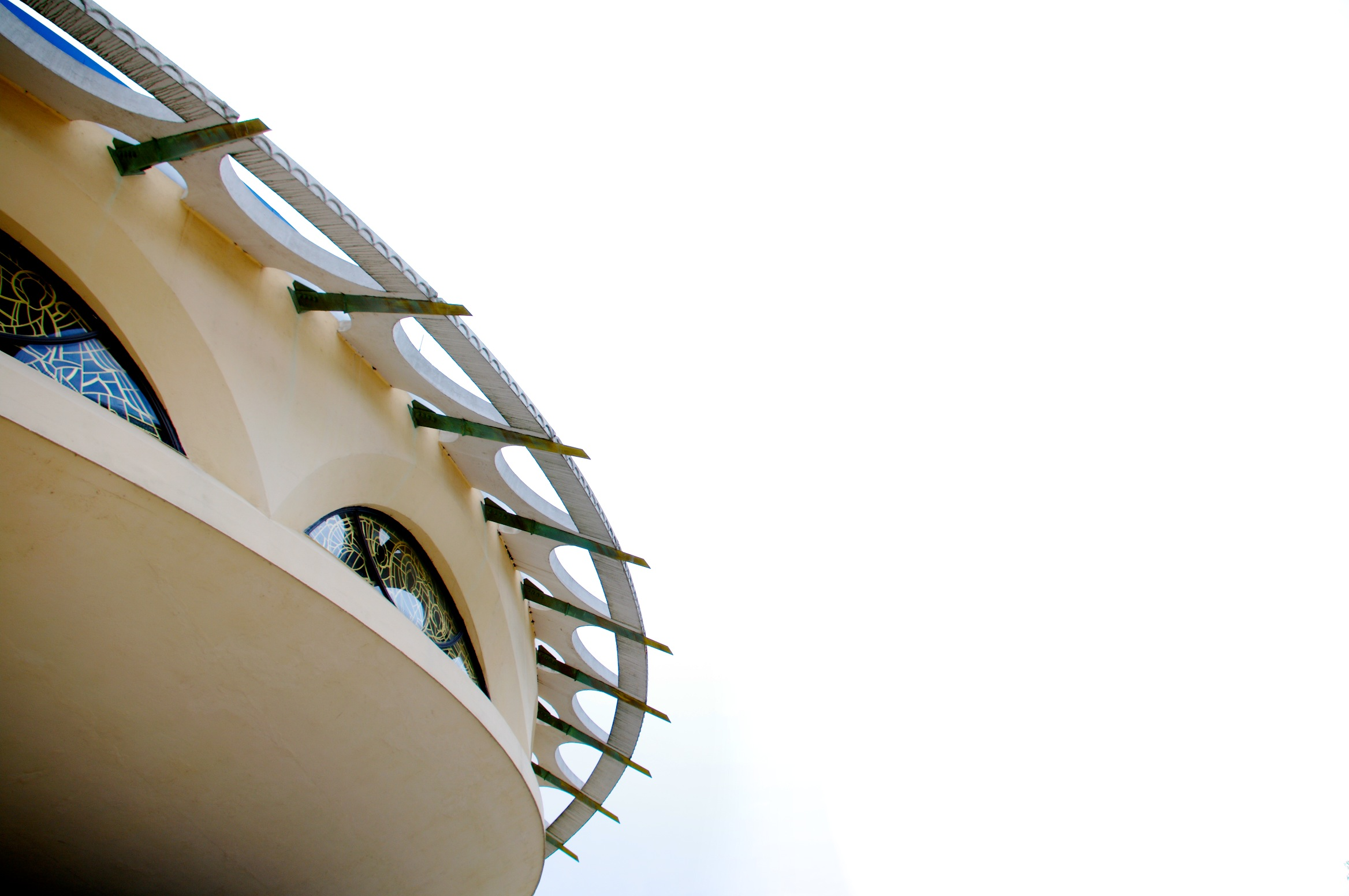
Detalle del vuelo de la cúpula